# Protestos na Argélia em 2019
Protestos na Argélia em 2019 começaram em 16 de fevereiro a nível local em Kherrata, na província de Bugia. Nos dias seguintes o movimento ampliou-se através das redes sociais até culminar no dia 22 de fevereiro em uma convocação a nível nacional para rejeitar um quinto mandato do presidente Abdelaziz Buteflika. Em 10 de fevereiro, o mandatário havia declarado oficialmente sua candidatura nas eleições presidenciais na Argélia previstas para 18 de abril de 2019. Estes protestos, sem precedentes pela sua magnitude desde a Guerra Civil da Argélia, tem sido relativamente pacíficos.
Em 11 de março, o presidente Buteflika anunciou sua renúncia a um quinto mandato e o adiamento sem data das eleições marcadas para abril. Nuredin Bedui, até então ministro do interior, foi nomeado primeiro-ministro para substituir Ahmed Uyahia. Um dia depois, ocorre a convocação de uma conferência nacional e a criação de um comitê para dirigir a transição. As medidas anunciadas não encerraram as manifestações.

## Contexto

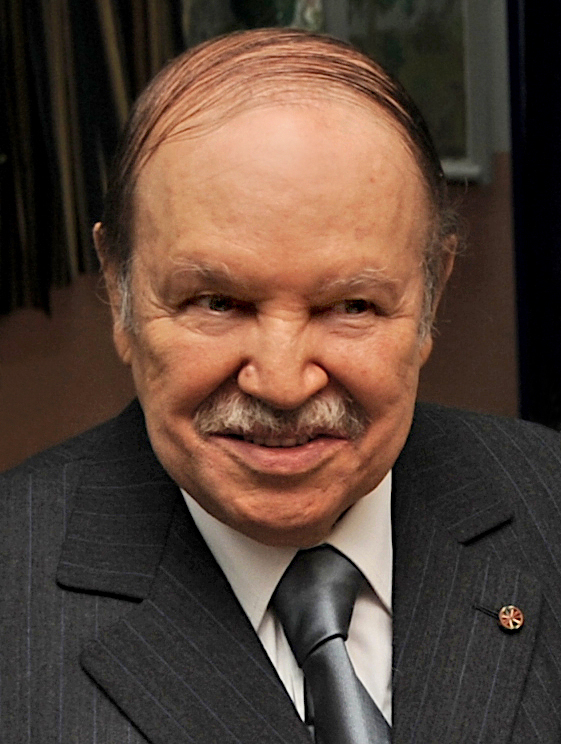
Abdelaziz Bouteflika, presidente da Argélia desde 1999.

Abdelaziz Bouteflika é presidente da República Democrática e Popular da Argélia desde 1999. Duas anistias (por meio de referendo) para os ex-combatentes da Guerra Civil da Argélia ocorreram durante sua presidência (1999 e 2005). Essa "guerra suja" entre os guerrilheiros islamistas e o governo havia custado 200 mil vidas entre 1991 e 2002. Quase metade da população argelina nasceu após o fim do conflito.
Com a Primavera Árabe o governo consegue silenciar a dissidência, surgida durante os protestos de 2010-2012, aumentando os gastos. A revisão constitucional de 2016 limitou o número de mandatos presidenciais que poderiam ser servidos a dois, mas mesmo assim permitiu a Bouteflika buscar um quinto mandato, porque a lei não era retroativa.
Desde 2005, a habilidade de Bouteflika de governar o país tem sido questionada: rumores de sua morte foram constantes, pois ele estava frequentemente hospitalizado, não falava mais e fazia poucas declarações por escrito. Nesse contexto, alguns argelinos consideraram que uma candidatura para a eleição presidencial, originalmente prevista para 18 de abril de 2019, seria indecorosa.
A última mensagem para a nação de Abdelaziz Buteflika é de 2012. Apesar dos sérios problemas de saúde do Presidente Bouteflika, que sofreu um infarte cerebral em abril de 2013 e que desde então locomove-se numa cadeira de rodas e raramente aparece em público, este venceu as eleições presidenciais de 2014 e em fevereiro 2019 anunciou que iria voltar a ser candidato para um quinto mandato. Nos últimos anos, a pessoa que teve acesso permanente ao presidente e tomou as rédeas do país é o seu irmão Saïd Buteflika como conselheiro especial da presidência.

## Consequências
Em 11 de março de 2019, o presidente Bouteflika anuncia o adiamento sine die das eleições presidenciais, assegurando que entregaria o poder a um sucessor eleito em uma votação organizada após a realização de uma conferência nacional cuja missão é "reformar a Argélia e modificar a Constituição". Um dia depois, em 12 de março, houve uma mudança de governo. Nuredin Bedui, até então ministro do interior, é nomeado primeiro-ministro para substituir Ahmed Uyahia. Também foi criada uma vice-presidência ocupada pelo diplomata e político Ramtane Lamamra.
Em 18 de março, em uma mensagem por ocasião da celebração do Dia da Independência da Argélia, celebrada em 19 de março, Buteflika assegura que a conferência nacional será encarregada de "mudar o regime governamental" da Argélia e "renovar os sistemas políticos, econômicos e sociais" e que será realizada "em um futuro muito próximo", mas não estabelece uma data específica. As manifestações de protesto, no entanto, continuam.
No dia 2 de abril de 2019, o presidente Bouteflika renuncia o cargo de Chefe de Estado da Argélia encerrando assim seu governo, onde permaneceu no poder por 19 anos.